# ماروسیا تامرازیان
ماروسیا زاکاری تامرازیان (ارمنی: Մարուսյա Զաքարի Թամրազյան؛ انگلیسی: Marusya Tamrazyan؛ ۱۷ فوریهٔ ۱۹۲۷ – ۸ مهٔ ۱۹۶۸) یک بازیگر اهل ارمنستان بود. وی بین سال‌های - تا - میلادی فعالیت می‌کرد.

## زندگی‌نامه
وی در ۱۷ فوریه ۱۹۲۷ در ایروان به دنیا آمد و از انستیتو دولتی هنری و نمایشی ایروان فارغ‌التحصیل شد. وی خواهر وارتوش تامرازیان بود. وی در تئاتر کمدی موزیکال پارونیان و تئاتر مخاطبان نوجوان فعالیت می‌کرد. وی همچنین برندهٔ جوایزی همچون هنرمند شایسته ارمنستان شوروی شده است. وی در ۸ مه ۱۹۶۸ در سن ۴۱ سالگی در ایروان درگذشت.